# Grohot
Grohot is een plaats in de gemeente Desinić in de Kroatische provincie Krapina-Zagorje. De plaats telt 32 inwoners (2001).